# 哈麗特·萊恩
哈麗特·瑞貝卡·萊恩·約翰斯頓（英語：Harriet Rebecca Lane Johnston，1830年5月9日—1903年7月3日）在她的叔父、第15任美國總統詹姆斯·布坎南於1857年至1861年在任期間擔任美國第一夫人。哈麗特是美國歷史上唯一一位不是總統配偶，但又被正式承認的第一夫人。